# Премьер-министр Науру
Премьер-министр Республики Науру — глава исполнительной власти Науру. Назначается парламентом страны и возглавляет кабинет министров. Срок полномочий премьер-министра установлен в три года. Единственным главой правительства с 2013 по 2016 годы был Людвиг Дерангадаге Скотти, до этого дважды являвшийся президентом страны.

## Функции
Премьер-министр Науру является главой исполнительной власти на острове. Кабинет министров является исполнительным органом, который несёт коллективную ответственность перед парламентом страны. В Науру с 1968 года установлена республиканская форма правления с Вестминстерской системой парламентаризма и некоторыми чертами президентской формы правления.
До лета 2013 года пост премьер-министра был совмещён с постом президента. Однако парламент в 2013 году в качестве эксперимента принял решение разделить эти должности. Однако в дальнейшем было принято решение отказаться от этой практики.
В Науру отсутствуют официальные политические партии, неофициальные играют незначительную роль.

## Премьер-министр Науру
|   | Портрет | Имя                                                               | Вступил в должность | Покинул должность |
| - | ------- | ----------------------------------------------------------------- | ------------------- | ----------------- |
| 1 |         | Людвиг Дерангадаге Скотти (1948—) англ. Ludwig Derangadage Scotty | 11 июня 2013        | 9 июня 2016       |